# Jean-Baptiste Le Moyne de Bienville
Jean-Baptiste Le Moyne de Bienville (født 23. februar 1680; død den 7. marts 1767) var kolonisator og Louisianas guvernør. Han kendes også under navnet Sieur de Bienville. Han var den opdagelsesrejsende Pierre Le Moyne d'Ibervilles yngre bror. 
Bienville er kendt som New Orleans' grundlægger.